# 逃がれの街
『逃がれの街』（のがれのまち）は、日本の推理作家・ハードボイルド作家北方謙三の長編ハードボイルド小説、および日本映画。

## 概要
1979年、短編が文芸誌に掲載されるだけだった“純文学作家”北方謙三が、初めて執筆した長編エンターテイメント小説である。執筆時のタイトルは『ふたりだけの冬』。原稿用紙850枚（本人は1000枚以上と記憶）の大長編で、商品にならないと判断され、出版されなかった。なお、処女出版作である『弔鐘はるかなり』は、長編としては3本目に脱稿したものになる。
その後、全面的な改稿を施し、『逃がれの街』と改題、1982年に出版された。
平凡な毎日を送っていた男が、トラブルに巻き込まれて自らも狂気を抱いていく姿を描く。
1983年、東宝で映画化された。監督工藤栄一、主演水谷豊による。

## あらすじ
仲間を殴ってバイトをやめた幸二はヤクザ2人を殺し、軽井沢に行き着く。

## 出版履歴
- 1982年4月、集英社より単行本刊行。
- 1985年1月、集英社文庫版刊行。

## 映画
1983年10月15日公開。配給は東宝。

### スタッフ
- 監督：工藤栄一
- 脚本：工藤栄一、古田求
- 音楽：柳ジョージ&ザ・バンドオブナイト

### キャスト
- 水井幸二：水谷豊
- 鉄江宏：坂本浩之
- 遠藤牧子：甲斐智枝美
- 黒木刑事：夏木勲
- 絹代：草笛光子
- 中山：田中邦衛
- 米倉：島田紳助
- 八田：阿藤海
- 渡辺：財津一郎
- 牧村刑事：本田博太郎
- 矢部刑事：小林稔侍
- 高林刑事：清水のぼる
- 芝崎：成瀬正
- 沼田：平田満
- 川島：竹内久和
- 人事課長：北村総一朗
- 現場監督：山西道広
- 三沢夫人：秋川リサ
- 朋子：黒羽まゆみ
- 直美：伊藤公子
- 焼鳥屋のおばさん：鹿沼えり
- 鈴木勝一：小池朝雄
- 鈴木多美江：絵沢萠子
- 老人：木田三千雄